# Chinees-Sovjet-Russisch conflict (1969)
Het Chinees-Sovjet-Russisch conflict was een grensconflict tussen de Sovjet-Unie en de Volksrepubliek China in 1969. De aanleiding hiertoe was de Chinese claim op verschillende door Rusland in de 19e eeuw veroverde gebieden langs de 4.380 kilometer lange grens van beide landen. Na 1960 verslechterde de relatie tussen beide communistische landen. Vanaf 1964 dusdanig, dat beide landen troepen opbouwden aan weerszijden van de grens. Vanaf 23 januari 1969 escaleerde het conflict. Grenstroepen schoten over en weer op elkaar van weerszijden van de ijzige rivier de Oessoeri.
Op 2 maart 1969 bezetten Chinese troepen het eiland Zhenbao in de rivier Amoer. Bij deze verovering verloren de Sovjets 31 van de 56 soldaten. Op 15 maart zetten de Sovjets de tegenaanval in met T-62 tanks. De Chinezen hielden stand tot 21 maart, maar moesten ten slotte wijken. De Sovjets verloren een T-62 tank en 27 soldaten, waarbij de tankcommandant werd gedood. Deze tank staat heden tentoongesteld in het Chinese Military Museum. De Chinezen verloren bij deze strijd circa 250 soldaten. Het westen bekeek de vijandelijkheden, bevreesd voor een kernoorlog tussen beide grootmachten, met argusogen. 
Op 13 augustus 1969 kwam het ook langs de grens in Kazachstan tot een gevecht, ook wel bekend als het Tielieketi-incident. Nadat een Chinese patrouille de grens overstak werd deze door Sovjettroepen aangevallen. Hierbij werden 28 Chinese soldaten gedood. In september 1969 sloten beide landen een voorlopig akkoord en werd het status quo behouden. Tot het Uiteenvallen van de Sovjet-Unie in 1991 hield dit land een grote legermacht op de been langs de Chinese grens.